# فرودگاه پالمرستون
فرودگاه پالمرستون (به انگلیسی: Palmerston Airport) یک فرودگاه همگانی است که یک باند فرود چمن دارد و طول باند آن ۹۱۴ متر است. این فرودگاه در کشور کانادا قرار دارد و در ارتفاع ۴۱۵ متری از سطح دریا واقع شده است.